# Janet Reno
Janet Reno (ur. 21 lipca 1938, zm. 7 listopada 2016) – amerykańska polityk, w latach 1993–2001 prokurator generalna Stanów Zjednoczonych, mianowana przez Billa Clintona.
Była pierwszą kobietą na tym stanowisku. Urząd pełniła przez osiem lat, stając się drugim urzędującym prokuratorem generalnym pod względem długości urzędowania, po Williamie Wircie.
Wcześniej pracowała jako prokurator w Miami.